# Crisis Core: Final Fantasy VII
Crisis Core: Final Fantasy VII (jap. クライシス コア -ファイナルファンタジーVII-, Kuraishisu Koa – Fainaru Fantajī Sebun) ist ein für die PlayStation Portable entwickeltes und veröffentlichtes Action-Rollenspiel von Square Enix. Das Spiel ist ein Prequel zu Final Fantasy VII, das eines der erfolgreichsten Computerspiele und der erfolgreichste Final-Fantasy-Teil ist. Es ist der vierte Teil der „Compilation of Final Fantasy VII“-Serie. Beteiligt an der Produktion waren Yoshinori Kitase (Leiter der Produktion, der bereits an Final Fantasy VI und VII gearbeitet hatte), Hajime Tabata (Spielregisseur) und Tetsuya Nomura (Charakter-Designer). Mit Crisis Core: Final Fantasy VII Reunion erschien am 13. Dezember 2022 eine Remaster-Version für PS5, PS4, Xbox Series X/S, Xbox One, Nintendo Switch und PC.

## Handlung
Der Protagonist der Geschichte ist Zack Fair, SOLDAT der Spezialeinheit Shinras. Dank ihres Monopols an Energie (genannt Mako-Energie) und Militäreinsatzes wächst die Kontrolle des Shinra-Energiekonzerns über die Welt stetig.
Der Hauptsitz Shinras liegt in Midgar, einer durch den Einfluss Shinras ständig wachsenden Mako-Stadt, und Symbol Shinras unglaublichen Reichtums.
Die Organisation besteht hauptsächlich aus Söldnern, die in verschiedene Ränge aufgeteilt sind. Höchster Rang in dieser „SOLDAT“ genannten Einheit ist die Erste Klasse. Zack Fairs Ziel ist es, diese Klasse zu erreichen. Geleitet wird der Konzern von dem Shinra-Boss, auf den in Final Fantasy VII näher eingegangen wird.
Zack Fair arbeitet hart, um seinen Traum zu verwirklichen. Er trainiert jeden Tag mit seinem Lehrer Angeal.
Zu dieser Zeit kommt es zu einem Zwischenfall: Genesis, ein Erste-Klasse-SOLDAT, verschwindet auf einer Mission in Wutai zusammen mit vielen anderen Soldaten. Die Shinra Corp. entschließt sich, eine SOLDAT-Einheit loszuschicken. Sie besteht unter anderem aus Angeal, Zack und Sephiroth, der auf der ganzen Welt als Held bekannt ist.
Während des Spiels trifft Zack auf Aerith, wird bester Freund von Cloud, und findet die Wahrheit über Genesis und Angeals Herkunft heraus: das Projekt G., das Sephiroth missbilligt und seinen Hass auf Shinra begründet. So werden Fragen beantwortet, die bei Final Fantasy VII offen blieben und neue Tatsachen dargestellt. Zack bemerkt, dass Angeal und Genesis sowie Hollander einen jeweils schwarzen oder weißen Flügel haben. Sie brauchen so genannte „S-Zellen“, um ihre Degradierung zu stoppen. Nach dem Kampf mit Sephiroth werden Cloud und Zack in Professor Hojos geheimes Labor in der alten Shinra-Villa in Nibelheim als Versuchspersonen in Mako-Kapseln gesteckt. Zack kann sich mit etwas Hilfe befreien, doch Cloud ist aufgrund einer Mako-Überdosis bewegungsunfähig. Inzwischen werden Zack und Cloud in der Shinra-Akte für tot erklärt.
Das heißt, man will ihren Tod, und deswegen werden sie nun fortlaufend von Shinra-Soldaten angegriffen. Zack kann bis nach Banora flüchten.
Im allerletzten Kampf verwandelt sich Genesis mit Hilfe der Energie aus dem Lebensstrom zu Genesis-Avatar.
Doch Zack kann ihn besiegen und Genesis’ Degradierung wird gestoppt. Nach dem Kampf wird Genesis von zwei unbekannten Personen („Nero“ und „Weiss“, beide trifft man in Dirge of Cerberus: Final Fantasy VII wieder) in einem Helikopter fortgebracht. Zack selbst macht sich zusammen mit Cloud auf den Weg nach Midgar, um dort Aerith wieder zu treffen. Die beiden werden jedoch von der Shinra-Armee gestellt und es kommt zum Kampf. Zack kämpft, bis ihn die Kräfte verlassen und er schließlich niedergeschossen wird. Als Cloud das Bewusstsein wiedererlangt, kann er dem tödlich verwundeten Zack nicht mehr helfen. Zack übergibt ihm mit letzter Kraft das Meisterschwert und macht ihn zu seinem „lebenden Vermächtnis“. Zack stirbt und geht in den Lebensstrom über.

## Spielprinzip
Crisis Core: Final Fantasy VII ist ein Rollenspiel (Spiel) mit Action- und Menü-Elementen.
Der Spieler steuert Zack aus der Third-Person-Perspektive. Die Kamera kann durch das Drücken der Schultertasten der PlayStation Portable gedreht werden. Kämpfe tauchen zufällig oder durch das Auslösen bestimmter Events auf. Die Kämpfe beginnen ohne Unterbrechung auf derselben Ebene und Hintergrund. Zwischen den Kämpfen kann der Spieler verschiedene bekannte Orte aus Final Fantasy VII erkunden und mit Leuten interagieren. Ebenfalls aus Final Fantasy VII bekannt sind zwischendurch auftauchende Minispiele.
In den Kämpfen kämpft  Zack gegen ein oder mehrere Feinde gleichzeitig. Diese Kämpfe bestehen aus einer Kombination aus Schwertattacken, Angriffszaubern und Heilmagie. Zusätzlich kann durch Blocken, Bewegen und Ausweichen in das Kampfgeschehen eingegriffen werden. Die Zauber kann der Spieler vor jedem Kampf selbst zusammenstellen und einsetzen. Dazu kommen noch Spezialattacken und Events des eigens für das Spiel entwickelten „Digitale Bewusstseins-Wellen-Systems“, kurz DBW-System.  Das DBW-System besteht aus drei Slotmachine-ähnlichen Leisten, welche durch Zufall zu Spezialevents führen können. Dies können Ereignisse wie Unverwundbarkeit, Heilung, aber auch Combo-Attacken sein. Diese Attacke ist meist stärker als ein normaler Angriff. Zusätzlich können so die aus Final Fantasy VII bekannten Aufrufe beschworen werden. Die CGI-Animationen der Aufrufe sind von beeindruckender Qualität und fügen sich nahtlos ins Geschehen des Kampfes ein.

## Charaktere
Die Charaktere aus Final Fantasy VII tauchen größtenteils wieder auf, unter anderem auch Cloud, Sephiroth, Aerith, Tseng und natürlich Zack, wobei auch die neuen Protagonisten eine teilweise große Rolle spielen.
Neue Protagonisten sind:
- Angeal Hewley, SOLDAT ersten Ranges und Mentor von Zack Fair. Er ist der ursprüngliche Besitzer des Bustersword (Panzerbrecher) das seiner Familie gehört, welches Cloud sieben Jahre später benutzen wird.
- Lazard, Direktor der SOLDAT-Einheit. Er weist dem Spieler Informationen zu den SOLDAT-Missionen zu und dient als Ansprechpartner für alle SOLDAT-Einheiten.
- Dr. Hollander, ehemaliger Shinra-Wissenschaftler der Shinra hasst, weil nicht er, sondern Hojo zum Leiter der Forschungsabteilung ernannt wurde. Er ist derjenige, welcher das Projekt G durchführte, wodurch Angeal und Genesis ihre speziellen Fertigkeiten erhielten.
- Genesis, am Anfang verschollener SOLDAT ersten Ranges und die Hauptperson des Bösen. Gesprochen von Oliver Quinn
- Cissnei, das bisher jüngste Mitglied der Turks, welches unter dem Decknamen „Cissnei“ arbeitet. Cissnei benutzt einen Shuriken und baut schnell eine Sympathie für Zack auf, so dass sie ihm auch das eine um’s andere Mal hilft.

## Veröffentlichung
Das Spiel wurde zum ersten Mal auf der Spielemesse E3 2004 vorgestellt, noch vor der eigentlichen Veröffentlichung der PlayStation Portable. Eine erste Demo war auf der Jump Festa 2006 spielbar.
Am 13. September erschien das Spiel in Japan in zwei Versionen: Eine normale Edition und eine streng limitierte 10th Anniversary-Edition zusammen mit einer Signatur von Tetsuya Nomura und einer speziell designten PSP Slim & Lite. Diese war komplett in Silber und hatte Cloud, Zack und Sephiroth auf der Rückseite. Diese Version war bereits nach wenigen Tagen vergriffen.
Die europäische Version erschien Mitte Juni 2008.

### Auszeichnungen
GameSpot „Best of 2008“:
- „Best PSP Game“

MTV „Game Awards 2008“
- „Whole world in your pocket“ ( Bestes Handheld Spiel )